# Mikoyan-Gurevich MiG-1
Máy bay tiêm kích Mikoyan-Gurevich MiG-1 (Tiếng Nga: Микоян-Гуревич МиГ-1) được sử dụng trong không quân Liên Xô trong Chiến tranh thế giới thứ II. Mặc dù nó bị coi là gây khó khăn cho người điều khiển, nhưng nó lại là nền tảng cho MiG-3, loại này đã chứng tỏ nó là một máy bay tiêm kích đánh chặn có khả năng bay cao và đã tạo nên danh tiếng cho những người chế tạo ra nó.

## Thiết kế và chế tạo
MiG-1 được thiết kế nhằm đáp ứng những đòi hỏi về máy bay tiêm kích một động cơ từ không quân Xô-viết tháng 1-1939. Lúc đầu bản thiết kế được mang tên là I-200, được phòng thiết kế Polikarpov xây dựng. Công việc bắt đầu vào tháng 6-1939, dưới sự chỉ đạo trực tiếp của công trình sư Nikolai Nikolaevich Polikarpov và phụ tá là M. Tetivikin. Bản thân Polikarpov đang cải tiến thiết kế mẫu máy bay I-180 vào thời gian đó, nhưng khi động cơ có sức mạnh lớn hơn là Mikulin AM-37 được đưa vào sử dụng, ông đã sử dụng chúng vào mẫu máy bay của mình. Dự án MiG-1 được bắt đầu khi Polikarpov được chọn để sản xuất một mẫu máy bay nhỏ cơ động có khả năng bảo vệ các nhà máy điện, bằng ý tưởng đó đã dẫn đến phương châm sản xuất một loại máy bay giảm tối đa trọng lượng. Theo lý thuyết, chiếc máy bay có thể đạt được vận tốc là 670 km/h (417 mph). Vào tháng 8-1939, Polikarpov cùng N. Andrianov lãnh đạo thiết kế. Tuy nhiên vào thời giân đó, Polikarpov không giành được sự ủng hộ của Joseph Stalin và đã dẫn đến kết quả là khi Polikarpov tới Đức dự hội thảo hàng không, nhà cầm quyền Xô-viết đã giải tán đội thiết kế của ông, và xây dựng bộ phận thiết kế dựa trên thí nghiệm mới (Experimental Construction Section - OKO), được lãnh đạo bởi Artem Mikoyan và Mikhail Gurevich, bộ phận thiết kế cũ của Polikarpov cũng sáp nhập vào cơ quan này tháng 4-1940. Bản thiết kế I-200 được trao lại cho Mikoyan và Gurevich.
Thành quả là một loại máy bay quy ước đã bay theo lịch trình vào ngày 5-4-1940, mặc dù có nhiệm vụ là bảo vệ các nhà máy điện nhưng nhiệm vụ đó đã không được sẵn sàng thực hiện trong thời gian đó. Thay vào đó, một chiếc máy bay chiến đấu mới với động nhỏ hơn Mikulin AM-35, đã kém kỉ lục bay cũ trong ngành hàng không Xô-viết hơn 40 km/h (25 mph) so với kỉ lục cũ. Tuy nhiên nó lại đem đến một khả năng bay mới mẻ trong không quân bởi động cơ của nó. I-200 đã được đưa ngay vào sản xuất vào ngày 31-5-1940. Trong sự ganh đua với các thiết kế khác là I-26 (Yak-1) và I-301 (LaGG-3), I-200 đã hoàn thành thành công thử nghiệm trong tháng 8. Cho đến hết năm, I-200 đã được cung cấp cho cac phi đội bay thử nghiệm, trong các cuộc bay thử nghiệm các chuyên gia đã phát hiện ra đôi cánh quá dài so với thân đã gây ra những vấn đề về điều khiển bằng tay, bao gồm cả hiện tượng chao đảo và xoay tròn, và sự thiếu ổn định trong việc định hướng.
Bản báo cáo về những vấn đề liên quan đến sự điều khiển đã được gửi cho Mikoyan và Gurevich, họ đã bắt tay vào tìm cách khắc phục những vấn đề, nhiều thiết kế đã được thay đổi cho phù hợp. Họ đã tăng thêm khả năng phạm vi hoạt động bằng thùng xăng phụ. Sự cải tiến máy bay kéo dài cho đến 29-10-1940. Theo bản thiết kế cải tiến mới, từ ngày 9 tháng 12-1940, 100 chiếc I-200 sẽ được gọi lại là MiG-1 (bắt đầu bằng chữ cái đầu của Mikoyan và Gurevich), bản cải tiến thêm mang tên MiG-3.

## Các phiên bản
- I-61: Tên gọi ban đầu của nguyên mẫu I-200.
- I-200: Nguyên mẫu MiG-1.
- MiG-1: Máy bay tiêm kích đánh chặn một chỗ cho Không quân Xô viết.

## Lực lượng sử dụng
- Liên bang cộng hòa xã hội chủ nghĩa Xô viết.
  - Không quân liên bang Xô viết.

## Thông số kỹ thuật (Mikoyan-Gurevich MiG-1)

### Đặc điểm
- Phi đoàn: 1
- Dài: 8,16 m (26 ft 9 in)
- Chiều dài cánh: 10,20 m (33 ft 5 in)
- Cao: 2,62 m (8 ft 7 in)
- Diện tích cánh: 17,5 m² (188 ft²)
- Loại cánh: Clark YH
- Trọng lượng rỗng: 2.602 kg (5.736 lb)
- Trọng lượng cất cánh: 3.099 kg (6.832 lb)
- Trọng lượng mang tối đa: 3.319 kg (7.317 lb)
- Động cơ: 1× Mikulin AM-35A, công suất 1.007 kW (1.350 hp)

### Đặc điểm bay
- Vận tốc tối đa: 657 km/h (410 mph)
- Tầm bay: 580 km (362 mi)
- Trần bay: 12.000 m (39.400 ft)
- Vận tốc bay lên: 16.8 m/s (3.306 ft/min)
- Lực nâng của cánh: 177 kg/m² (36 lb/ft²)
- Lực nâng/khối lượng: 0,32 kW/kg (0,20 hp/lb)

### Vũ khí
- 1 x súng máy 12,7 mm BS
- 2 x súng máy 7,62 mm ShKAS

### Máy bay có sự phát triển liên quan
I-185 - Polikarpov ITP - MiG-3 - MiG-7 - I-210 - I-220 - I-230

### Máy bay có tính năng tương tự
- Heinkel He 100
- Curtiss XP-37
- Yakovlev Yak-1
- LaGG-3

### Trình tự thiết kế
MiG-3 - MiG-5 (DIS) - MiG-7

### Danh sách liên quan
- Danh sách máy bay trong Chiến tranh Thế giới II
- Danh sách máy bay tiêm kích